# Козьмін-Велькопольський (гміна)
Гміна Козьмін-Велькопольський (пол. Gmina Koźmin Wielkopolski) — місько-сільська гміна у північно-західній Польщі. Належить до Кротошинського повіту Великопольського воєводства.
Станом на 31 грудня 2011 у гміні проживало 13611 осіб.

## Територія
Згідно з даними за 2007 рік площа гміни становила 152.69 км², у тому числі:
- орні землі: 88.00%
- ліси: 6.00%

Таким чином, площа гміни становить 21.38% площі повіту.

## Населення
Станом на 31 грудня 2011:
| Опис     | Загалом | Загалом | Чоловіки | Чоловіки | Жінки | Жінки |
| -------- | ------- | ------- | -------- | -------- | ----- | ----- |
| одиниця  | осіб    | %       | осіб     | %        | осіб  | %     |
| все      | 13611   | 100     | 6667     | 48.98    | 6944  | 51.02 |
| міське   | 6699    | 100     | 3252     | 48.54    | 3447  | 51.46 |
| сільське | 6912    | 100     | 3415     | 49.41    | 3497  | 50.59 |

## Сусідні гміни
Гміна Козьмін-Велькопольський межує з такими гмінами: Борек-Велькопольський, Добжиця, Кротошин, Поґожеля, Роздражев, Ярачево, Яроцин.